# 라이아 만사나레스
라이아 만사나레스(Laia Manzanares, 1994년 3월 30일 ~ )는 스페인의 배우이다.